# Poliopastea clavipes
Poliopastea clavipes là một loài bướm đêm thuộc phân họ Arctiinae, họ Erebidae.